# Volker Ludwig

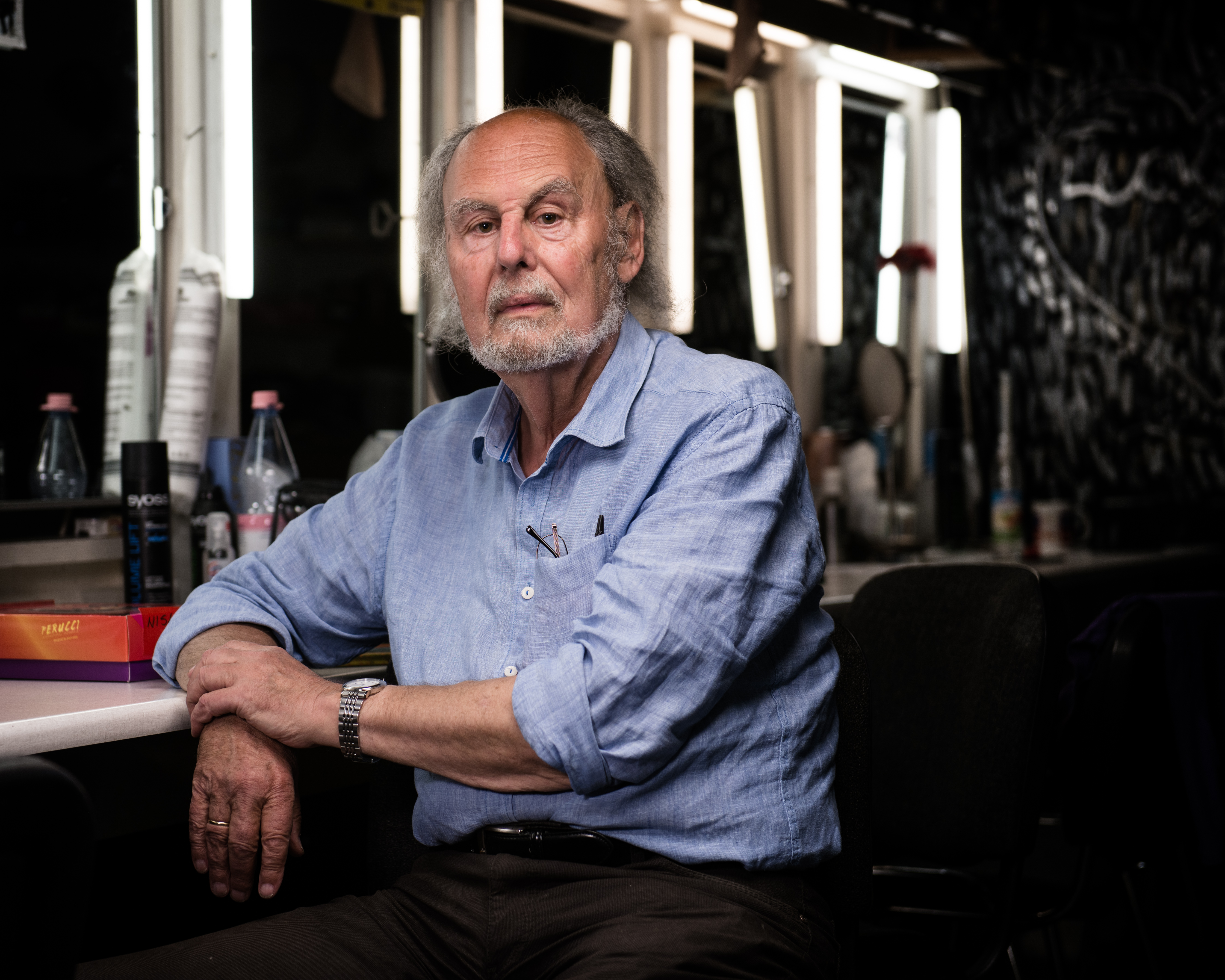
Volker Ludwig in der Garderobe des GRIPS Theaters, 2017

Volker Ludwig, eigentlich Eckart Hachfeld, (* 13. Juni 1937 in Ludwigshafen am Rhein) ist ein deutscher Dramatiker und Theaterleiter. Er ist der Sohn des Schriftstellers Eckart Hachfeld und der ältere Bruder des Karikaturisten Rainer Hachfeld. Zusammen mit seinem Bruder entstand das erste Kindertheater-Stück Stokkerlok und Millipilli. Seitdem gilt Volker Ludwig als Begründer des modernen Kindertheaters. Zuvor hatte es in Westdeutschland kein eigenes Theater für Kinder gegeben. Er ist Mitglied des PEN-Zentrums Deutschland.

## Kabarett
Hachfeld wuchs ab 1939 in Erfurt (Thüringen) auf, 1948 zog die Mutter mit ihren drei Söhnen nach Hamburg, wo sie sich jedoch nicht wohlfühlten. Als Wolfgang Neuss, den sein Vater entdeckt hatte, mit einer Reihe von weiteren Kabarettisten nach Berlin ging, zog er mit seiner Familie nach. Von 1953 an lebte die Familie in West-Berlin, dort hatte ihnen die Atmosphäre auf Anhieb gefallen. Durch die Lektüre von Erich Kästner war ihnen Berlin schon etwas vertraut. Sein Abitur machte er auf dem humanistischen und damals „stockreaktionären“ Gymnasium Steglitz.

Volker Ludwig, 1968

Mit 19 Jahren legte er sich das Pseudonym Volker Ludwig zu (Volker hieß ein Vetter, und Ludwig bezieht sich auf seinen Geburtsort Ludwigshafen). Damit wollte er eine Verwechslung mit seinem gleichnamigen Vater Eckart Hachfeld vermeiden, da dieser ein erfolgreicher Autor gewesen war.
Von 1957 bis 1960 studierte er Germanistik und Kunstgeschichte in Berlin und München, brach jedoch ab, da ihm eine wissenschaftliche Tätigkeit nicht gefiel. Seit 1959 schrieb er für Die Stachelschweine, für das Düsseldorfer Kom(m)ödchen, für die Lach- und Schießgesellschaft und für Wolfgang Neuss. Seit 1962 ist er freier Schriftsteller und von 1965 bis 1971 war er Leiter des von ihm gegründeten Reichskabarett in der Berliner Ludwigkirchstraße. Dieses verstand sich als Teil der außerparlamentarischen Opposition. Neben Dieter Kursawe, Detlef Michel und Volker Kühn gehörte Volker Ludwig zu dessen Hauptautoren.

## Kindertheater

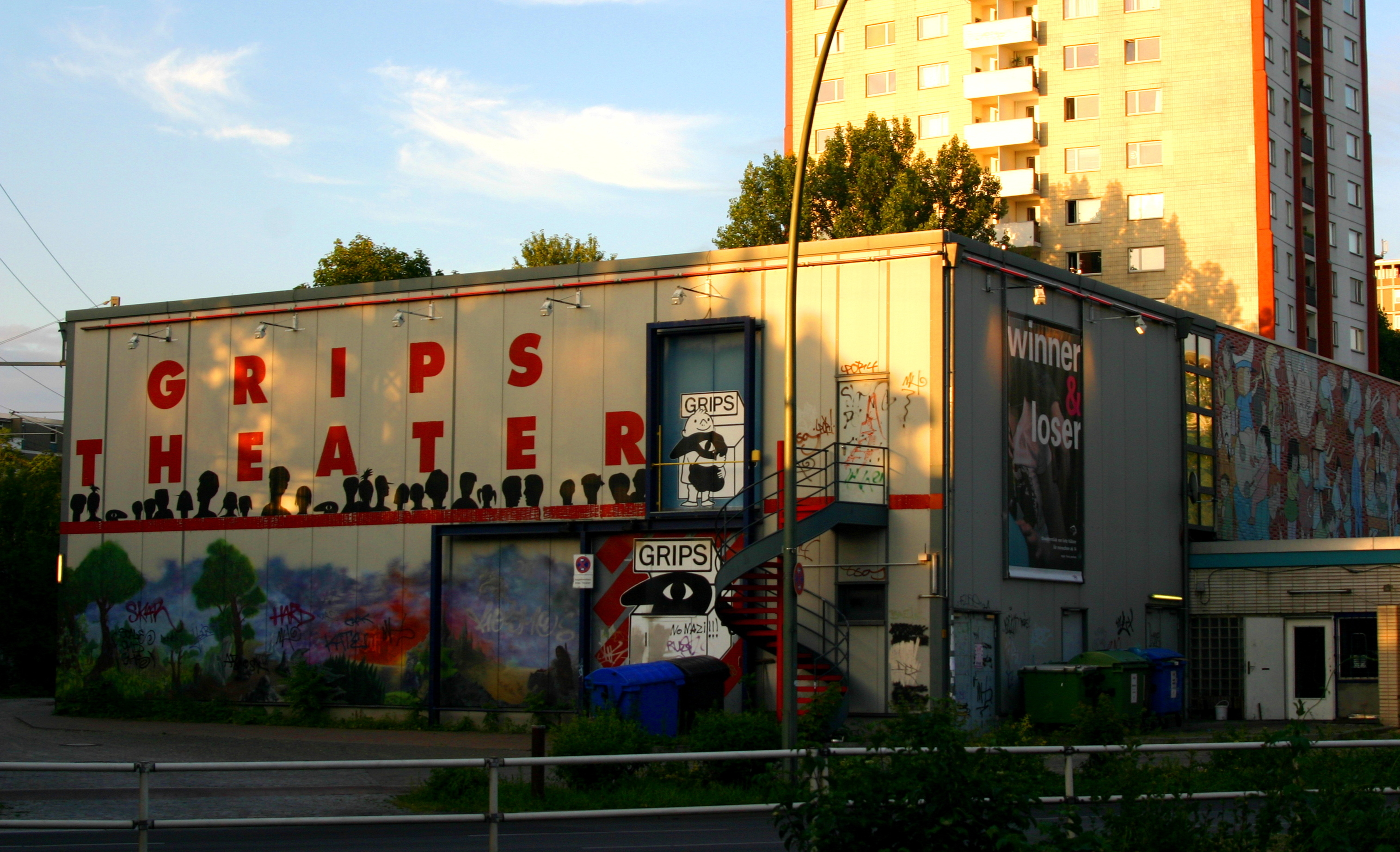
GRIPS Theater am Hansaplatz

Angeregt durch die APO-Kinderläden gründete Ludwig 1969 ein emanzipatorisches Theater für Kinder. Ab 1972 wurde es unter dem Namen GRIPS Theater bekannt. Es entwickelte sich zum wichtigsten deutschsprachigen Kinder- und Jugendtheater. Auf dem Programm standen ausschließlich Eigenproduktionen, die in fast 40 Sprachen übersetzt wurden. Die 1986 uraufgeführte musikalische Revue Linie 1 unter der Regie von Wolfgang Kolneder wurde zu einem der größten Erfolge des Grips-Theaters, von zahlreichen bundesdeutschen Theatern nachgespielt und von Reinhard Hauff verfilmt.

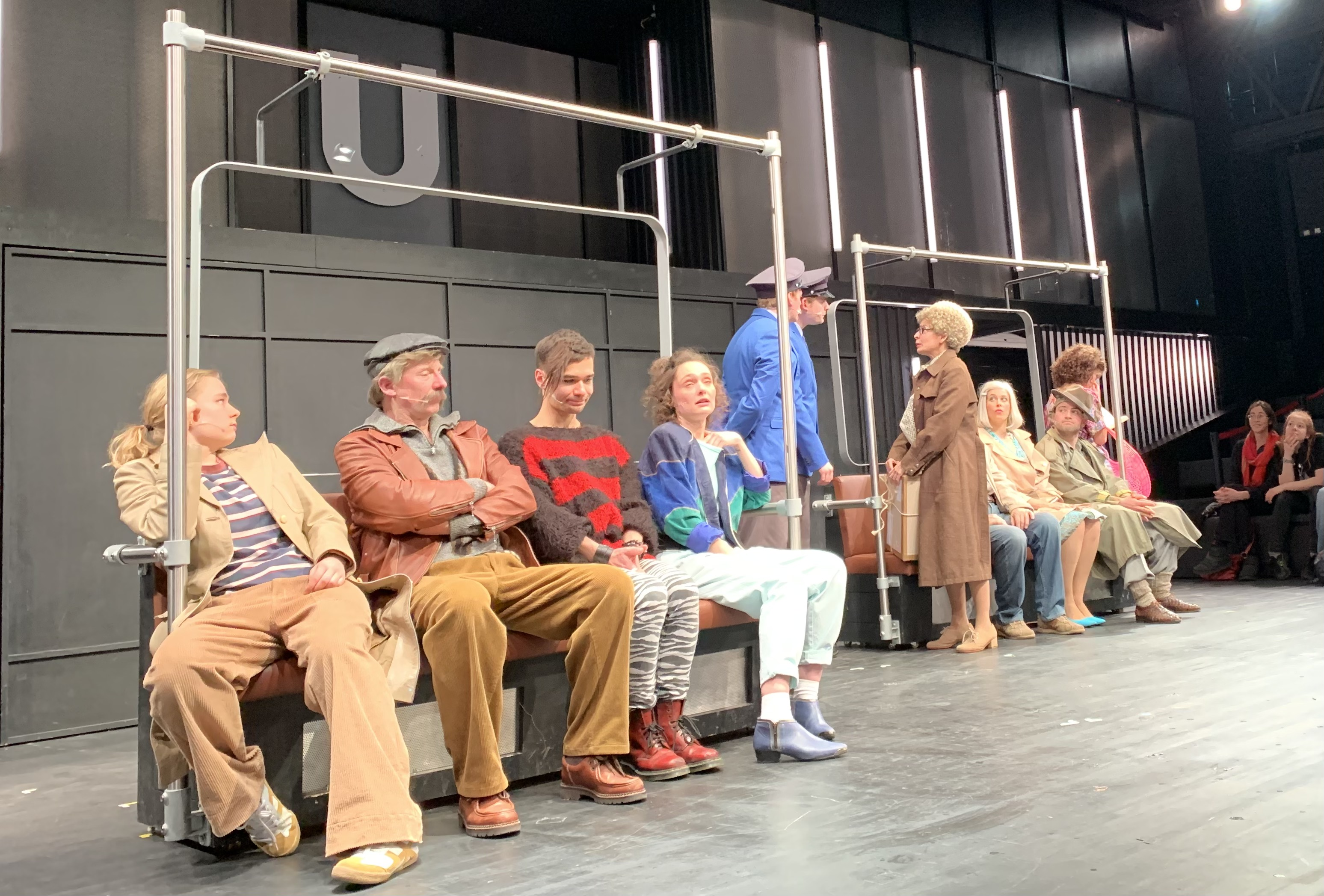
Szene aus der Musikrevue Linie 1 (2024)

Am 22. Juni 2010 gab Ludwig das Ende seiner Tätigkeit als künstlerischer Leiter mit Beginn der Spielzeit 2011/2012 bekannt, sein Nachfolger wurde Stefan Fischer-Fels. Er bleibt jedoch weiterhin als Geschäftsführer tätig. Wegen zu großer unterschiedlicher Ansichten über den Grips-Spielplan verlängerte Ludwig den Vertrag von Stefan Fischer-Fels 2015 nicht mehr und berief ab der Saison 2016/17 den hausinternen Theaterpädagogen Philipp Harpain als neuen künstlerischen Leiter des Kindertheaters.
Aus Anlass seines 80. Geburtstags zog sich Ludwig am Ende der Spielsaison 2017 auch aus der Geschäftsführung zurück und übergab die Verantwortung an Harpain. Der Theaterkritiker Rüdiger Schaper würdigte ihn zum Abschied mit den Worten: „Berlin hat einiges an Welttheater hervorgebracht. Volker Ludwig und das Grips gehören dazu. [...] Ein Wunder. Was für ein Glück, das miterlebt zu haben.“
Volker Ludwig übersetzte auch zahlreiche Lieder der Sesamstraße ins Deutsche.

## Kritik an Kulturfinanzierung
Ludwig äußerte sich 2024 öffentlich über die unzureichende Finanzierung des Kultursektors in Berlin, insbesondere unter dem Regierenden Bürgermeister Kai Wegner.

## Auszeichnungen
- 1969: Brüder-Grimm-Preis des Landes Berlin für Stokkerkok und Millipilli
- 1971: Brüder-Grimm-Preis des Landes Berlin für Balle, Malle, Hupe und Artur
- 1975: Brüder-Grimm-Preis des Landes Berlin für Das hältste ja im Kopf nicht aus (Regie: Wolfgang Kolneder) und 1976 Einladung zum Berliner Theatertreffen
- 1982: Deutscher Kritikerpreis
- 1987: Mülheimer Dramatikerpreis
- 1989: Heinz-Bolten-Baeckers-Preis der GEMA
- 1990: Brüder-Grimm-Preis des Landes Berlin für Himmel, Erde, Luft und Meer
- 1992: Silbernes Blatt der Dramatiker Union
- 1994: Carl-von-Ossietzky-Medaille
- 2000: Bundesverdienstkreuz
- 2007: Verdienstorden des Landes Berlin
- 2008: Der Faust-Theaterpreis für Ludwigs Lebenswerk[8]
- 2013: Deutscher Schauspielerpreis (Ehrenpreis für eine Persönlichkeit, die durch ihr Wirken in besonderer Weise die Kreativität der Schauspieler ermöglicht und gefördert hat.)
- 2015: Alice Salomon Poetik Preis[9]
- 2019: Pfalzpreis für Literatur, für sein Lebenswerk[10][11]

## Film
- abgeschminkt: Volker Ludwig. Fernseh-Portrait, Deutschland, 2008, 20 Min., Buch und Regie: Johanna Schickentanz, Produktion: ZDFtheaterkanal, Reihe: abgeschminkt, Erstsendung: 5. Dezember 2008 bei ZDFtheaterkanal, Inhaltsangabe von fernsehserien.de.